# Norrbo, Hedesunda
Norrbo är en liten nedlagd by i Hedesunda socken, Gävle kommun. Den fanns öster om Norrbomuren nu en mycket stor torvmosse. Byn är känd sedan 1771. På 1940-talet flyttade de sista bosättarna från Norrbo.